# Tatort: Klingelingeling
Klingelingeling ist ein Fernsehfilm aus der Krimireihe Tatort. Der vom Bayerischen Rundfunk produzierte Beitrag ist die 1005. Tatort-Episode und wurde am 26. Dezember 2016 im Ersten Programm der ARD und im SRF 1 erstgesendet. Das Münchner Ermittlerduo Batic und Leitmayr ermittelt seinen 74. Fall.
Die Aufklärung des Todes eines Neugeborenen führt zu einem organisierten, rumänischen Bettlerclan, dessen Mitglieder in der Vorweihnachtszeit auf das große Geschäft hoffen.

## Handlung
Vor dem Altar der kleinen Kirche am Alten Südfriedhof in München wurde ein totes Baby abgelegt. Batic und Leitmayr werden gerufen und alles deutet darauf hin, dass das Kind erstickt wurde. Sehr schnell kann Tida Dablika als Mutter des Säuglings ermittelt werden, doch da sie zu einem rumänischen Bettlerclan gehört und keinen festen Wohnsitz hat, gestaltet sich die Suche nach ihr schwierig. Als Clanführer kann Radu Stelica ermittelt werden und als die Kommissare ihn nach Tida Dablika fragen, gibt er an, dass er sie zusammen mit ihrer Schwester nach Rumänien zurückgeschickt hätte. Batic und Leitmayr sind sich zwar sicher, dass dies nicht stimmt, können dem Mann aber nichts anderes nachweisen. Erst nachdem Stelicas Bruder nach einem unglücklichen Sturz tot aufgefunden wird, beginnt Anuscha Dablika nervös zu werden. Er hatte seinen Bruder auf die Suche nach Anuscha Dablika geschickt, nachdem klar war, dass ihre Schwester das Kind unbeaufsichtigt bekommen hatte und sie das Baby vor ihm verstecken sollte. Seitdem ist Anuscha auf der Flucht, während ihre Schwester zurück zu Radu Stelica gebracht wurde und dort aufgrund der fehlenden Geburtsnachsorge schwer krank wurde. In der Annahme, dass sie so gut wie tot wäre, sollte sie „entsorgt“ werden. Unerwartet können sich dadurch die beiden Schwestern fernab des rumänischen Bettlerlagers wiedertreffen. Erst jetzt erfährt Tida, dass ihr kleiner Sohn tot ist. Ihre Schwester hatte ihn auf der Flucht fest an sich gedrückt und ihm auch den Mund zugehalten, damit er nicht schreien konnte, was sie sonst ihren Verfolgern verraten hätte. Dadurch hatte sie ihn ungewollt erstickt. Der Rechtsmediziner stellt nach Abschluss der Untersuchung fest, dass der Tod des Kindes eine Mischung verschiedener Ursachen war. Sowohl die zu frühe Geburt als auch Drogenkonsum der Mutter in der Schwangerschaft waren die Auslöser. Ein mutwilliges Ersticken als einzige Ursache könne er ausschließen.
Da beide Kommissare spontan die Festtage nicht wie angedacht verbringen können, nehmen sie sich Tida und ihrem Sohn an. Sie helfen, die Überführung des Leichnams zur Bestattung nach Rumänien zu organisieren und begleiten Tida schließlich bei ihrer Reise nach Hause.

## Hintergrund
Der Film wurde vom 17. November 2015 bis zum 16. Dezember 2015 in München gedreht.

## Rezeption

### Kritiken
Die Bettellobby Österreich hat einen offenen Brief an die Tatort-Redaktion verfasst, in dem sie die vorurteilsbehaftete Darstellung von bettelnden Menschen und die oftmalige Verwendung des Worts „Bettelmafia“ kritisiert.
Johanna Bruckner bei der Süddeutschen Zeitung meinte: „Es gibt Weihnachtskrimis, die sind wie eine zwielichtige Spendenaktion. Es wird kräftig auf die Tränendrüse gedrückt und die Moralkeule geschwungen, sodass man sich krümmen möchte vor Die-Welt-ist-schlecht-Schmerz. Und wenn man emotional ordentlich investiert hat, offenbart sich der Betrug. Der Münchner Tatort ‚Klingelingeling‘ ist so ein Weihnachtskrimi. Er verkommt zur Lachnummer.“

„Bei dem gemeinsamen Bettler-‚Tatort‘ geht der Autorin und dem Regisseur leider die Balance verloren. […] Natürlich, Wohlstandsfrust und Obdachlosenelend stehen in dieser Welt oft krass nebeneinander. Aber in ‚Klingelingeling‘ wird sich weder für das eine noch für das andere richtig interessiert; zwischen grausamem Elend und bräsiger Saturiertheit stellt sich keine rechte Dynamik ein.“

### Einschaltquoten
Die Erstausstrahlung von Klingelingeling am 26. Dezember 2016 wurde in Deutschland von 6,73 Millionen Zuschauern gesehen und erreichte einen Marktanteil von 19,3 % für Das Erste. In der Schweiz wurde der Tatort auf SRF 1 von 334.000 Zuschauern geschaut und erreichte einen Marktanteil von 20,3 %.